# Axel Andorff
Axel Andorff (Múnich, 1973) es un ingeniero alemán en Mecánica y Economía. Fue vicepresidente ejecutivo de Investigación y Desarrollo de SEAT desde marzo de 2019 hasta junio de 2020.

## Biografía
Es ingeniero en Mecánica y Economía por la Universidad de Kaiserslautern (1999). Comenzando en Mercedes Benz, ha desarrollado toda su carrera profesional en el sector del automóvil, ocupando diversos cargos en las áreas de I+D y Compras. Fue el creador y responsable del área de Compras de Daimler en China. Allí lideró la creación de una red de proveedores para la compañía. La primera generación de los modelos GLA, CLA y CLA Shooting Brake de Daimler estuvieron bajo su dirección. Entre 2014 y 2019 fue el responsable de arquitectura del vehículo eléctrico y compacto para ‘concepts’ de Mercedes-Benz.
En marzo de 2019 fue nombrado Vicepresidente ejecutivo de I +D en SEAT, con el objetivo de consolidar los proyectos de futuro ya iniciados y continuar impulsando la innovación haciendo especial hincapié  en  la conectividad, la electrificación del vehículo y la movilidad.
Como vicepresidente ejecutivo de I+D, Andorff formó parte del Consejo de Administración de SEAT y supervisó las áreas de Diseño (donde se conceptualizan los vehículos de la marca) y el Centro Técnico de SEAT, el hub de conocimiento en el que más de 1.000 ingenieros trabajan en desarrollar la innovación para los coches y soluciones de movilidad del futuro. Desde julio de 2020 es responsable de la línea de producto de segmento medio y plataforma MEB en ŠKODA.

## Enlaces relacionados
- SEAT Mediacenter

- Datos: Q86982505